# Vilseck
Vilseck là một thị xã tại vùng Oberpfalz đông bắc bang Bayern, Đức, bên sông Vils, một chi lưu của sông Naab.
Thị xã này tách hẳn về địa lý so với căn cứ không quân Hoa Kỳ gần đó có tên Rose Barracks nhưng vẫn thường được gọi là Vilseck. Căn cứ này được xây trong giai đoạn 1937-1938, bị chiếm từ quân Đức trong đệ nhị thế chiến.
Các đô thị giáp ranh: Edelsfeld, Königstein, Freihung và Hahnbach.